# Martwy za życia
Martwy za życia (ang. Already Dead) – amerykański film sensacyjny z 2008 roku w reżyserii Joego Ottinga.

## Opis fabuły
Ktoś włamuje się do domu Thomasa Archera (Ron Eldard). Zabija jego syna i okalecza żonę Sarah (Marisa Coughlan). Nieudolna policja nie potrafi aresztować winnego. Thomas zgłasza się więc do organizacji zajmującej się tropieniem przestępców, którzy uniknęli kary. Wkrótce staje przed dramatyczną decyzją.

## Obsada
- Ron Eldard jako Thomas Archer
- Til Schweiger jako mężczyzna
- Patrick Kilpatrick jako detektyw
- Geoff Pierson jako Pierce
- Marisa Coughlan jako Sarah Archer
- Christopher Plummer jako doktor Heller